# Bundesstraße 294
De Bundesstraße 294 (afgekort: B 294) is een weg in de Duitse deelstaat Baden-Württemberg. Ze begint in Bretten en loopt dwars door het Zwarte Woud naar het noorden van Freiburg im Brisgau, waar hij aansluit op de A5.

## Routebeschrijving
Ze begint in Bretten op een kruising met de B35 en de B293, midden in het Zwarte Woud. De B294 loopt naar Freiburg im Breisgau. Onderweg komt hij door Neulingen. Ze kruist de A8 bij afrit Pforzheim-Nord dan loopt ze door de stad Pforzheim waar men een korte samen loop kent met de B10, Birkenfeld, Neuenbürg, Höfen an der Enz, Calmbach, Seewald, Freudenstadt waar ze de B28 en sluit de B463 aan en lopenz ze samen door Loßburg, Alpirsbach, Schenkenzell en Schiltach waar ze afbuigt. De B294 loopt door het Kinzigdal en komt bij de afrit Hausach waar ze aansluit op de B33. De B294 loopt verder door Haslach hier loopt ze tot in het westen van de stad samen met de B33, In het westen van Haslach buigt de B294 weer af. De B294 loopt nog door Mühlenbach, door het Elztal langs Elzach, door Winden, langs Gutach im Breisgau, Waldkirch en Denzlingen. Bij de afrit Denzlingen  sluit de B294 aan op de B3, waarna ze  samenlopen tot de afrit Gundelfingen waar de B294 afbuigt en bij afrit Freiburg im Breisgau-Nord aansluit op de A5.
B2 · B2a · B2R · B3 · B4 · B4R · B8 · B10 · B11 · B12 · B13 · B13n · B14 · B15 · B15n · B16 · B17 · B18 · B19 · B20 · B21 · B22 · B23 · B25 · B26 · B26a · B27 · B28 · B28a · B29 · B30 · B31 · B31a · B32 · B33 · B33a · B34 · B35 · B36 · B37 · B38 · B38a · B39 · B44 · B45 · B47 · B85 · B89 · B131n · B173 · B276 · B278 · B279 · B285 · B286 · B287 · B289 · B290 · B291 · B292 · B293 · B294 · B295 · B296 · B297 · B298 · B299 · B300 · B301 · B302 · B303 · B304 · B305 · B306 · B307 · B308 · B309 · B310 · B311 · B312 · B313 · B314 · B315 · B316 · B317 · B318 · B319 · B340 · B378 · B388 · B415 · B425 · B426 · B462 · B463 · B464 · B465 · B466 · B467 · B468 · B469 · B470 · B471 · B472 · B491 · B492 · B500 · B505 · B512 · B523 · B532 · B533 · B535 · B588 · B999